# Cecilia, vergine romana
Cecilia, vergine romana est une œuvre pour chœur mixte et orchestre du compositeur estonien Arvo Pärt composée en 2000.

## Historique
Cette œuvre est une commande au compositeur de l'Académie nationale de Sainte-Cécile de Rome en Italie pour les célébrations du millénaire. Elle est dédiée au chef d'orchestre Myung-Whun Chung et au chœur et à l'orchestre de l'Académie de Sainte-Cécile de Rome. Elle fut créée le 19 novembre 2000 à Rome par le chœur et l'Orchestre de l'Académie nationale de Sainte-Cécile par Myung-Whun Chung.

## Structure
Cecilia, vergine romana est une œuvre composée d'un mouvement unique dont l'exécution dure l'œuvre dure environ 17 minutes. Elle peut être considéré comme un oratorio décrivant le martyre de Sainte Cécile sur son chemin de croix.

## Discographie sélective
- Sur le disque In principio par le Chœur de chambre philharmonique estonien dirigé par Tõnu Kaljuste chez ECM Records, 2009.